# NGC 7631

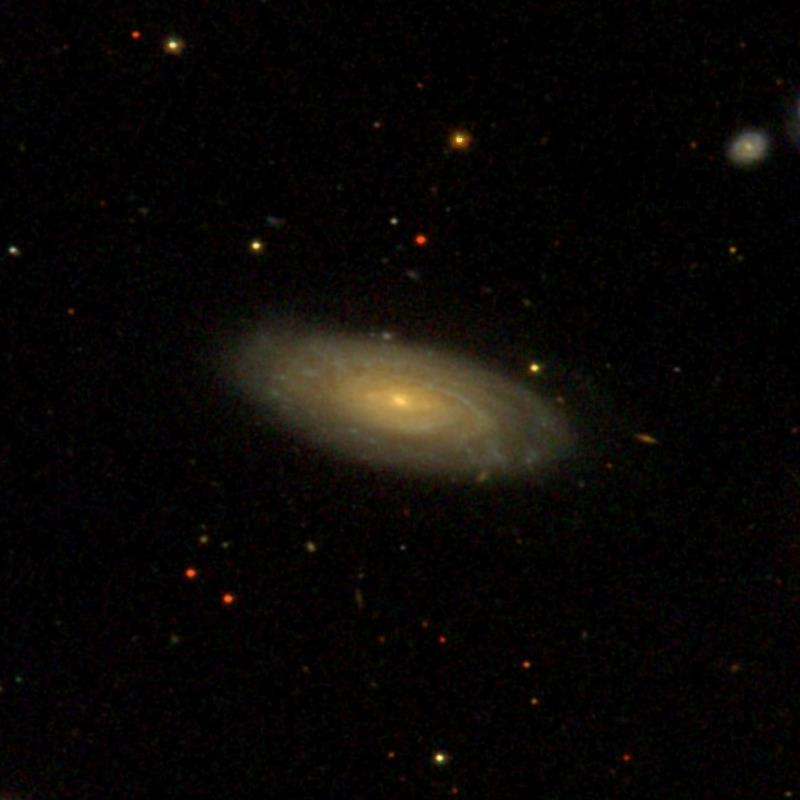
Foto da galáxia NGC 7631

NGC 7631 é uma galáxia espiral (Sb) localizada na direcção da constelação de Pegasus. Possui uma declinação de +08° 13' 03" e uma ascensão recta de 23 horas, 21 minutos e 26,7 segundos.
A galáxia NGC 7631 foi descoberta em 30 de Agosto de 1851 por William Parsons.